# Foramen intervertébral

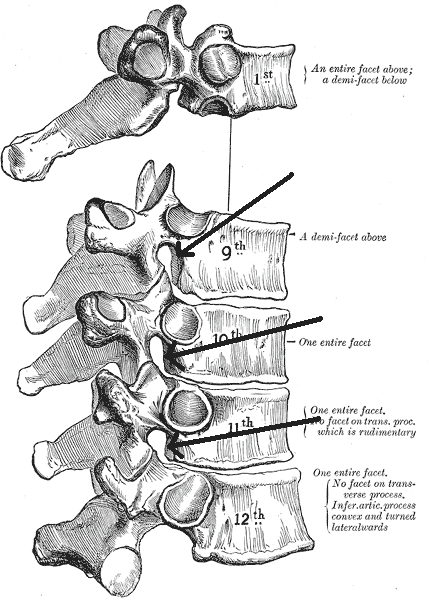
Flèches : foramens intervertébraux

Le foramen intervertébral (ou trou de conjugaison dans l'ancienne nomenclature) désigne l'espace situé entre les pédicules de deux vertèbres successives. Ainsi, il existe jusqu'à deux trous de conjugaison par paire de vertèbres par lesquels peuvent passer les nerfs spinaux issus de chaque myélomère de la moelle spinale (ou moelle épinière), ainsi que les artères, veines et vaisseaux lymphatiques à destination de leurs organes respectifs.

## Localisation
Il est limité crânialement par la partie inférieure des pédicules de la vertèbre supérieure, en avant par le disque intervertébral situé entre les vertèbres sus et sous-jacentes, en bas par la partie supérieure des pédicules de la vertèbre sous-jacente et en arrière par la face antérieure du processus articulaire de la vertèbre inférieure. Il est situé notamment en avant du processus articulaire supérieure (processus articulaire inférieur de la vertèbre supérieur orienté obliquement en bas et en arrière). Le ligament jaune double la paroi à sa partie postérieure.